# All-American Girls Professional Baseball League 1945
La All-American Girls Professional Baseball League 1945 è stata una stagione di baseball statunitense femminile.

## Squadre partecipanti
| Squadra             | Città                  |
| ------------------- | ---------------------- |
| Fort Wayne Daisies  | Fort Wayne, Indiana    |
| Grand Rapids Chicks | Grand Rapids, Michigan |
| Kenosha Comets      | Kenosha, Wisconsin     |
| Racine Belles       | Racine, Wisconsin      |
| Rockford Peaches    | Rockford, Illinois     |
| South Bend Blue Sox | South Bend, Indiana    |

## Campionato
| Classifica | Squadra             | Vittorie | Sconfitte | %    | GB  |
| ---------- | ------------------- | -------- | --------- | ---- | --- |
| 1          | Rockford Peaches    | 67       | 43        | .609 | –   |
| 2          | Fort Wayne Daisies  | 62       | 47        | .569 | 4½  |
| 3          | Grand Rapids Chicks | 60       | 50        | .545 | 7   |
| 4          | Racine Belles       | 50       | 60        | .455 | 17  |
| 5          | South Bend Blue Sox | 49       | 60        | .450 | 17½ |
| 6          | Kenosha Comets      | 41       | 69        | .372 | 26  |

## Postseason
|  | Primo round Best of five series | Primo round Best of five series | Primo round Best of five series |                    |   | Secondo round Best of seven series | Secondo round Best of seven series | Secondo round Best of seven series |  |
|  |                                 |                                 |                                 |                    |   |                                    |                                    |                                    |  |
|  | 1                               | Rockford Peaches                | 3                               |                    |   |                                    |                                    |                                    |  |
|  | 1                               | Rockford Peaches                | 3                               |                    |   |                                    |                                    |                                    |  |
|  | 3                               | Grand Rapids Chicks             | 1                               |                    |   |                                    |                                    |                                    |  |
|  | 3                               | Grand Rapids Chicks             | 1                               |                    | 1 | Rockford Peaches                   | 4                                  |                                    |  |
|  |                                 |                                 |                                 |                    | 1 | Rockford Peaches                   | 4                                  |                                    |  |
|  |                                 |                                 | 2                               | Fort Wayne Daisies | 1 |                                    |                                    |                                    |  |
|  | 2                               | Fort Wayne Daisies              | 2                               | Fort Wayne Daisies | 1 | 3                                  |                                    |                                    |  |
|  | 2                               | Fort Wayne Daisies              |                                 |                    |   |                                    |                                    |                                    |  |
|  | 4                               | Racine Belles                   | 1                               |                    |   |                                    |                                    |                                    |  |